# Aborto en Yucatán
La Interrupción Legal del Embarazo en Yucatán (ILE) refiere al estatus legal que tiene en ese estado mexicano, donde el aborto inducido está despenalizado de facto, desde septiembre de 2021 y 2023 por las acciones de inconstitucionalidad AI 148/2017, AI 106/2018, AI 107/2018 y AI 54/2018; y el amparo en revisión AR 267/2023 de la Suprema Corte de Justicia de la Nación (SCJN), a petición de cualquier mujer o persona gestante en la entidad sin especificar claramente el límite máximo del embarazo; además de las causales de violación, peligro de muerte y daño a la salud.
El 9 de abril de 2025, el congreso de Yucatán despenalizó el aborto con 23 votos a favor y 13 en contra, convirtiéndose en el estado número 23 en realizarlo. La modificación al código penal permitirá la interrupción legal del embarazo voluntario hasta las 12 semanas de gestación.

## Marco normativo actual
|  |  |
|  |  |

### Regulación penal[3]
Previo a la reforma del 2025:
| Artículo | Concepto                                                         | Descripción |
| -------- | ---------------------------------------------------------------- | --- |
| 389      | Definición                                                       | La muerte del producto de la concepción en cualquier momento de la preñez. |
| 390      | Sanciones por asistir en un aborto                               | 1 a 5 años de prisión si el aborto fuera con el consentimiento de ella. Al faltar su consentimiento, la pena es de 3 a 8 años; al usar violencia física o moral, se agrava de 6 a 9 años. |
| 391      | Sanciones por asistir en un aborto y ser profesional de la salud | Además de las sanciones correspondientes al artículo 390, suspensión del ejercicio de su profesión de 2 a 5 años. |
| 392      | Sanciones por aborto consentido                                  | 3 meses a un año de prisión a la madre que voluntariamente procure su aborto o consienta en que otros la hagan abortar. El juez puede sustituirlo por un tratamiento médico integral. |
| 393      | Causales del aborto legal                                        | I. Cuando el acto sea causado por acto culposo de la mujer embarazada; II. Producto como consecuencia de una violación o inseminación artificial no consentida. III. Peligro de muerte o grave daño a la salud de acuerdo con el juicio del médico que la asista y confirmado por otro médico. IV. Cuando el aborto sea por causas económicas graves y justificadas, siempre que la mujer embarazada ya tenga al menos 3 hijos. V. Cuando se practique con consentimiento y a juicio de dos médicos exista razón suficiente para suponer que el producto tiene alteraciones genéticas o congénitas. |

Con la reforma del 9 de abril de 2025, se derogó el artículo 392 del Código Penal de Yucatán y se modificó el artículo 389, de manera que se castigue el aborto forzado y se sancione a las personas que obligan a interrumpir el embarazo.

## Iniciativas de despenalización
En diciembre de 2021, Alejandra Novelo Segura, representante del partido MORENA, presentó una iniciativa de ley para reformar la Constitución Política, el Código Penal y la Ley de Salud en el estado de Yucatán para despenalizar el aborto. La iniciativa no prosperó. 
En agosto del 2024, la Suprema Corte de Justicia de la Nación ordenó al congreso de Yucatán derogar los artículos 389, 390, 392 y 393 del código penal. En febrero del año siguiente, diputados locales de MORENA y Movimiento Ciudadano presentaron dos iniciativas para reformar la constitución estatal, el código penal y la ley de salud pública.
El 9 de abril de 2025, el congreso de Yucatán despenalizó el aborto con 23 votos a favor y 13 en contra, convirtiéndose en el estado número 23 en realizarlo. La modificación al código penal permitirá la interrupción legal del embarazo voluntario hasta las 12 semanas de gestación.

## Datos

### Estadísticas
Hasta la fecha y al igual que las otras entidades, a excepción de la CDMX, tanto la secretaría de salud como los servicios de salud del estado (SSY) aún no públican, de manera accesible y constante, información sobre el número de procedimientos (totales, por año o por unidad de atención), sobre las usuarias o los usuarios (procedencia, edad, nivel educativo, estado civil, ocupación, número de hijos o semanas de gestación) o sobre el tipo de procedimiento.

### Unidades, procedimientos y requisitos
Hasta la fecha y al igual que las otras entidades, a excepción de la CDMX, tanto la secretaría de salud como los servicios de salud del estado (SSY) aún no han facilitado la información sobre procedimientos, requisitos o unidades de atención.
Según el Directorio de Servicios de Aborto Seguro, programa federal a cargo del Centro Nacional de Equidad de Género y Salud Reproductiva (CNEGSR), existen 2 unidades (hospitales o clínicas) pertenecientes al sistema de salud local para atender los casos, los cuales son:
- Hospital General "Dr. Agustín O ́Horan", ubicado en la colonia Centro de la ciudad de Mérida.
- Hospital General de Valladolid, ubicado en la colonia San Isidro II de la ciudad de Valladolid.

Y 1 unidad (hospital o clínica) del ISSSTE, el cual es:
- Hospital Regional ISSSTE Mérida, ubicado en la colonia Pensiones de la ciudad de Mérida.

No se registra aún la instalación de otras clínicas privadas en las principales ciudades de la entidad.
Como indica la guía federal del Lineamiento Técnico para la atención del Aborto Seguro en México (siguiendo los estándares de la Organización Mundial de la Salud), en la actualidad, el legrado uterino instrumental se considera obsoleto, nocivo y está totalmente desaconsejado. En su lugar, los protocolos federales sugieren dos abordajes para interrumpir embarazos de manera segura y de calidad, siempre y cuando se realicen bajo las condiciones médicas correctas y en un contexto de legalidad:
- Aborto farmacológico, con el uso de mifepristona y misoprostol por diferentes vías (vestibular, vaginal o sublingual) ya sea combinado (ambas sustancias) o de manera individual (misoprostol únicamente). Ambos medicamentos provocan dilatación del cérvix y contracciones uterinas que contribuyen a la expulsión de su contenido. La dosis y vía de administración del tratamiento depende de las semanas de gestación o del antecedente de cirugías uterinas previas. Se considera no invasivo por lo que no necesita de un antibiótico profiláctico (previo a la intervención). En el régimen combinado (comparado con el individual) el tiempo para la resolución del aborto es menor (en horas o días) y suele haber menos molestias posteriores. Su éxito terapéutico podría disminuir conforme aumenta la edad gestacional. Antes de la semana 10, el procedimiento puede realizarse total o parcialmente autogestionado y con una asesoría o vigilancia mínima (ya sea por prestador/a de servicios de salud o por colectiva de acompañamiento). En cambio, entre la semana 10 y 12 se requiere mayor seguimiento y vigilancia por el personal especializado. Está contraindicado en presencia de inestabilidad hemodinámica y sepsis.
- Aborto quirúrgico, a través de la succión del producto con la ayuda de instrumentación médica de operación manual o eléctrica (como cánulas, tubos o bombas). Sí precisa de antibiótico profiláctico (previo a la intervención), así como de bloqueo paracervical y analgésicos. Las molestias posteriores serían mínimas y la resolución del aborto es inmediata. También es conocido como aspiración endouterina y es la primera elección cuando hay presencia de inestabilidad hemodinámica y sepsis.

Al tratarse de procedimientos médicos, se tiene la posibilidad de presentar pequeñas molestias que pueden controlarse satisfactoriamente si se toman las medidas preventivas y se sigue fielmente las recomendaciones del personal especializado. Estas pueden ser dolor cólico y sangrado transvaginal, ligeramente mayor a lo experimentado en una menstruación. La intensidad de lo anterior disminuirá de manera progresiva, aunque podría continuar en menor cantidad y de manera esporádica durante las primeras 4 a 6 semanas. También se puede experimentar algo de fiebre en las primeras 24 horas, la cual cederá con la ingesta de antipiréticos. Así mismo, para evitar el riesgo de infección, se deberán tomar medidas de higiene vaginal y no se recomienda tener relaciones sexuales en un periodo aproximado de dos semanas.
Igualmente, existe una pequeña posibilidad, y bastante infrecuente, de experimentar algunos riesgos. De esta manera, la o el paciente deberá buscar atención médica inmediata ante los siguientes datos de alarma: ausencia de sangrado o cantidad mínima de este (sobre todo entre las primeras 4 a 6 horas posteriores ya que puede indicar fallo en el procedimiento o un embarazo ectópico), un sangrado persistente y progresivo (que empape más de dos toallas higiénicas por hora durante dos horas consecutivas), secreción fétida, debilidad, mareo, reacciones alérgicas a algún medicamento (como exantemas o edemas faciales o bucales), así como fiebre o malestar general después de las primeras 24 horas.
En el primer trimestre, los procedimientos siempre deberían ser ambulatorios, por lo que pueden realizarse en cualquier unidad de primer nivel (centros de salud o clínicas familiares). En el segundo trimestre se requeriría de atención intrahospitalaria, por lo que pueden realizarse en cualquier unidad de segundo nivel (hospitales generales o regionales).
Así mismo, el Lineamiento Técnico para la atención del Aborto Seguro en México hace hincapié en dos leyes federales fundamentales: la NOM-046-SSA2-2005 y la Ley General de Víctimas (LGV). Estas dos últimas normatividades señalan que para acceder a la Interrupción Voluntaria del Embarazo (en caso de violación) no se necesita presentar denuncia previa ante el Ministerio Público o contar con la autorización de éste. Debido al principio de buena fe, el único requisito es una solicitud por escrito bajo protesta de decir la verdad, en la que se manifiesta que dicho embarazo es producto de una violación. El personal de los servicios de salud no está obligado a verificar el dicho de las y los solicitantes. Las personas menores de 12 años requieren autorización de madre, padre, tutor o representante legal. En cambio, las y los menores de edad, pero mayores de 12 años ya no necesitan de aquel permiso (pueden tomar la decisión de manera autónoma). Finalmente, ni la LGV ni la NOM-046-SSA2-2005 establecen límites gestacionales para hacer valer el derecho al aborto cuando existe una agresión sexual. La misma SCJN ha emitido sentencias que validan todo lo anterior (amparos en revisión AR-601/2017, AR-1170/2017, AR-438/2020 y AR-438/2020; controversias constitucionales CC 53/2016 y CC 45/2016).
Finalmente y posterior a la consejería, las y los pacientes tendrían que llenar y firmar formatos sobre el consentimiento informado pues representa el principal instrumento jurídico y ético para que la persona sea dueña efectiva de sus decisiones, como corresponde a su dignidad y autonomía. A través de este documento, las personas usuarias del servicio otorgarán o no su autorización para cada uno de los procedimientos (como la modalidad de abordaje o el método anticonceptivo posterior), las posibles alternativas o los probables riesgos. Así mismo, las y los pacientes tienen el derecho y facultad de poder revocarlo si así lo quieren. En caso de personas con discapacidad transitoria o permanente, el consentimiento informado debería ser suscrito por el familiar más cercano o el tutor / representante legal. En casos extremos, cuando no exista acompañante y la persona usuaria cuenta con una discapacidad, el personal médico (previa valoración y con el acuerdo de por lo menos dos profesionales) podrían otorgar el consentimiento informado.